# Bedřichov (okres Jablonec nad Nisou)
Bedřichov (Duits: Friedrichswald) is een Tsjechische gemeente in de regio Liberec, en maakt deel uit van het district Jablonec nad Nisou.
Bedřichov telt 286 inwoners.
Het plaatsje heeft enkele eenvoudige skipistes. In 2009 zijn deze gebruikt voor de Wereldkampioenschappen noords skiën 2009.

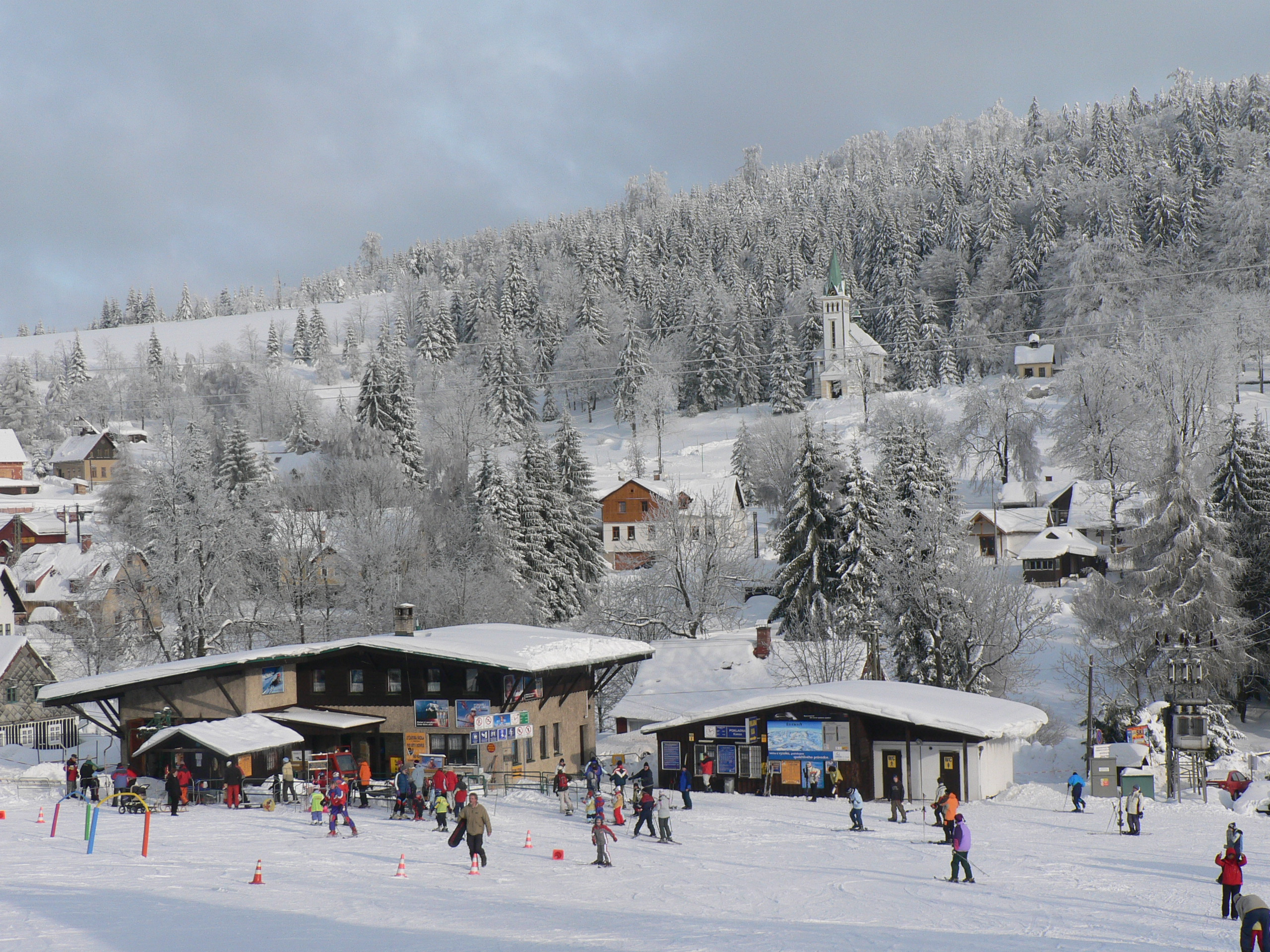
Skipiste Bedrichov

Albrechtice v Jizerských horách · Bedřichov · Dalešice · Desná · Držkov · Frýdštejn · Harrachov · 
Jablonec nad Nisou · Janov nad Nisou · Jenišovice · Jílové u Držkova · Jiřetín pod Bukovou · Josefův Důl · Koberovy · Kořenov · Líšný · Loužnice · Lučany nad Nisou · Malá Skála · Maršovice · Nová Ves nad Nisou · Pěnčín · Plavy · Pulečný · Radčice · Rádlo · Rychnov u Jablonce nad Nisou · Skuhrov · Smržovka · Tanvald · Velké Hamry · Vlastiboř · Zásada · Zlatá Olešnice · Železný Brod